# Леонідас Зорас
Леоні́дас Зо́рас (грец. Λεωνίδας Ζώρας; * 8 березня 1905, Спарта,— † 22 грудня 1987, Афіни) — грецький композитор і диригент.
Вивчав право в Афінському університеті, а одночасно навчався по класу скрипки в Афінській та Еллінській консерваторіях (1919–1924). Уроки диригування брав у Мітропулоса, а композиції — в Лавранґаса та Ріадіса. 1926–1938 років продовжив удосконалюватися в композиції в Національній консерваторії у Каломіріса (гармонія, контрапункт), а потім (1938–1940) у Вищій музичній школі в Берліні, де його вчителями були Германн Грабнер та Борис Бляхер. 1940 року повернувся до Афін.
Обіймав посаду диригента в грецькій Національній опері (Етнікі лірікі скіні) (1948–1958), потім на десять років поїхав до Берліна, де диригував у оперному театрі та на радіо. 1968 року був призначений ректором Національної консерваторії в Афінах.
Належачи до кола Каломіріса, Зорас у своїй творчості фактично має мало спільного з учителем. Він писав у національному стилі, з використанням фольклорної музичної тематики, але згодом звернувся до більш космополітичної манери. В його ранніх творах (наприклад, у Легенді, 1936) фольклорний матеріал трактується по-равелевські; пізніші твори, як-от Симфонія (1972), атональні.
Дружиною Леонідаса Зораса була зачинателька грецького балету, уродженка Києва Тетяна Мамакі.

### Мережеві ресурси
- http://www.zoras.org [Архівовано 29 грудня 2021 у Wayback Machine.]